# Wyspy Dziewicze Stanów Zjednoczonych na Mistrzostwach Świata w Lekkoatletyce 2019
Wyspy Dziewicze Stanów Zjednoczonych na Mistrzostwach Świata w Lekkoatletyce 2019 – reprezentacja Wysp Dziewiczych Stanów Zjednoczonych podczas mistrzostw świata w Doha liczyła tylko jednego zawodnika, sprintera Malique Smith, specjalizującego się w biegach przez płotki.

## Skład reprezentacji

### Mężczyźni
| Zawodnik      | Konkurencja                | Eliminacje | Eliminacje | Półfinał | Półfinał | Finał | Finał   |
| Zawodnik      | Konkurencja                | Wynik      | Pozycja    | Wynik    | Pozycja  | Wynik | Pozycja |
| ------------- | -------------------------- | ---------- | ---------- | -------- | -------- | ----- | ------- |
| Malique Smith | Bieg na 400 m przez płotki | 59,45 s    | 38.        | DNQ      | DNQ      | DNQ   | DNQ     |